# Comitè d'acció política
En els EUA, un comitè d'acció política (en anglès: Political Action Committee o PAC) és el nom comunament utilitzat per a designar, amb independència de la seva grandària, una organització privada amb el propòsit d'ajudar o interferir en les eleccions i encoratjar o desanimar l'adopció de certes lleis.
Les condicions que determinen si una organització es pot classificar com PAC són establertes per les lleis estatals i federals. Segons la llei, a les campanyes electorals federals (Llei Federal de Campanyes Electorals) una organització rep la condició de "comitè polític" si rep subvencions o fa que les seves despeses amb la finalitat d'influir en una elecció federal passen dels 1000 dòlars US.
Quan un grup d'interès vol involucrar-se directament amb l'electorat, es crea un comitè d'acció política. Aquesta PAC recull i rep diners dels membres del grup de pressió, cosa que li permet, en els interessos d'aquest grup, contribuir financerament a les campanyes polítiques.